# Ломанья
Ломанья (итал. Lomagna) — коммуна в Италии, располагается в регионе Ломбардия, подчиняется административному центру Лекко.
Население составляет 4068 человек, плотность населения составляет 1356 чел./км². Занимает площадь 3 км². Почтовый индекс — 23871. Телефонный код — 039.
Покровительницей коммуны почитается Пресвятая Богородица, празднование в третье воскресение сентября.